# Đơn vị công tác
Đơn vị công tác hay còn gọi là đơn vị sự nghiệp hoặc đơn vị kinh tế hay gọi đơn giản là đơn vị (giản thể: 单位; phồn thể: 單位; bính âm: dān wèi), là cụm từ dùng để chỉ đến nơi làm việc ở Cộng hòa Nhân dân Trung Hoa và Việt Nam. Cụm từ này vẫn còn được duy trì cho đến ngày nay, cũng như mọi người vẫn thường sử dụng để chỉ đến nơi làm việc của mình. Tuy nhiên, sẽ thích hợp hơn khi dùng từ đơn vị để chỉ đến nơi làm trong thời kỳ mà nền kinh tế của hai quốc gia này vẫn còn chưa phát triển cũng như còn phụ thuộc nặng nề vào trợ cấp xã hội dành cho những lao động dài hạn ở khu vực thành thị, hoặc khi sử dụng trong bối cảnh doanh nghiệp nhà nước.

## Danh mục sách tham khảo
- Bjorklund, E. M. "The Danwei: Socio-Spatial Characteristics of Work Units in China's Urban Society." Economic Geography, vol. 62, no. 1, 1986, pp. 19–29.
- Chai, Yanwei (2014-09-24). "From socialist danwei to new danwei: a daily-life-based framework for sustainable development in urban China". Asian Geographer.
- "Danwei -Work Unit Urbanism | Model House". transculturalmodernism.org. Truy cập 2019-11-30.
- Danwei: the changing Chinese workplace in historical and comparative perspective. Lü, Xiaobo, 1959-, Perry, Elizabeth J. Armonk, N.Y.: M.E. Sharpe. 1997
- Lin, Kevin. "Work Unit." Afterlives of Chinese Communism: Political Concepts from Mao to Xi, edited by Christian Sorace et al., ANU Press, Australia, 2019, pp. 331–334.
- Kaple, Deborah A. (1994-01-06). Dream of a Red Factory: The Legacy of High Stalinism in China. Oxford University Press.
- Walder, Andrew G. Communist Neo-Traditionalism: Work and Authority in Chinese Industry. University of California Press, 1986.
- Whyte, Martin King and William L. Parish. Urban Life in Contemporary China. University of Chicago Press. 1984.
- 刘建军。《单位中国: 社会调控体系重构中的个人, 组织与国家》。天津：天津人民出版社, 2000.